# 篠田義雄
篠田 義雄（しのだ よしお、1911年9月10日 - 1988年4月2日）は、日本の経営者。大阪商船三井船舶(現在の商船三井)社長、会長を務めた。岐阜県岐阜市出身。

## 経歴
1935年に東京商科大学を卒業し、同年に大阪商船(のちの大阪商船三井船舶)に入社。1964年4月に取締役に就任し、1967年5月に常務、1970年5月に専務を経て、1972年5月に副社長に就任し、1973年5月には社長に昇格。1976年6月に会長に就任し、1980年6月には相談役に就任。
1976年11月に藍綬褒章を受章し、1982年11月に勲二等旭日重光章を受章。
1988年4月2日心不全のために死去。76歳没。